# Souk el-Nissa

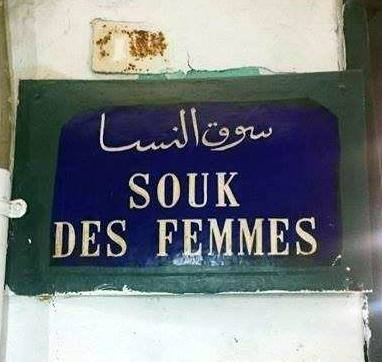
Een metalen bordje toont de naam van de soek

De Souk el-Nissa (Arabisch: سوق النساء) is een van de soeks die zich bevindt in de medina van Tunis. De soek bevindt zich ten zuiden van de Ez-Zitouna-moskee. 
In deze soek worden vooral kantwerk en traditionele vrouwelijke kledingstukken verkocht zoals hidjabs. Omdat hier dus veel vrouwen komen, zowel om te kopen als te verkopen, heeft de soek hieraan zijn naam te danken.

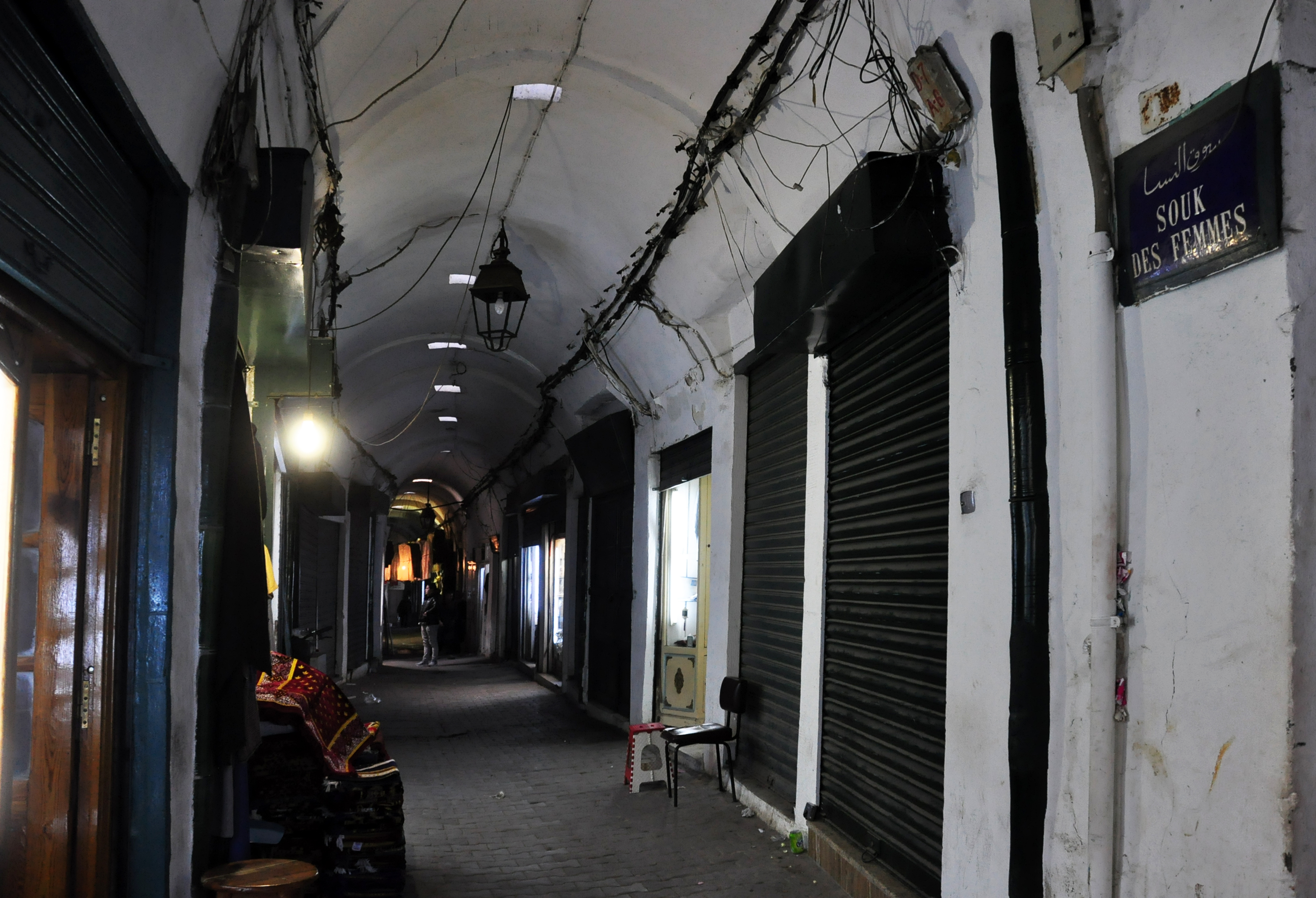
De winkeltjes in de Souk el-Nissa